# Daphne (opera)

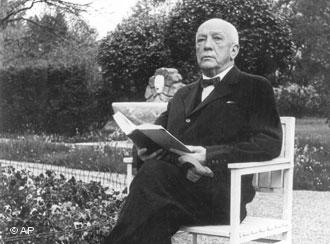
Strauss år 1938

Daphne är en opera (op. 82) (bukolisk tragedi) i en akt med musik av Richard Strauss och libretto av Joseph Gregor.

## Dafne i den grekiska mytologin

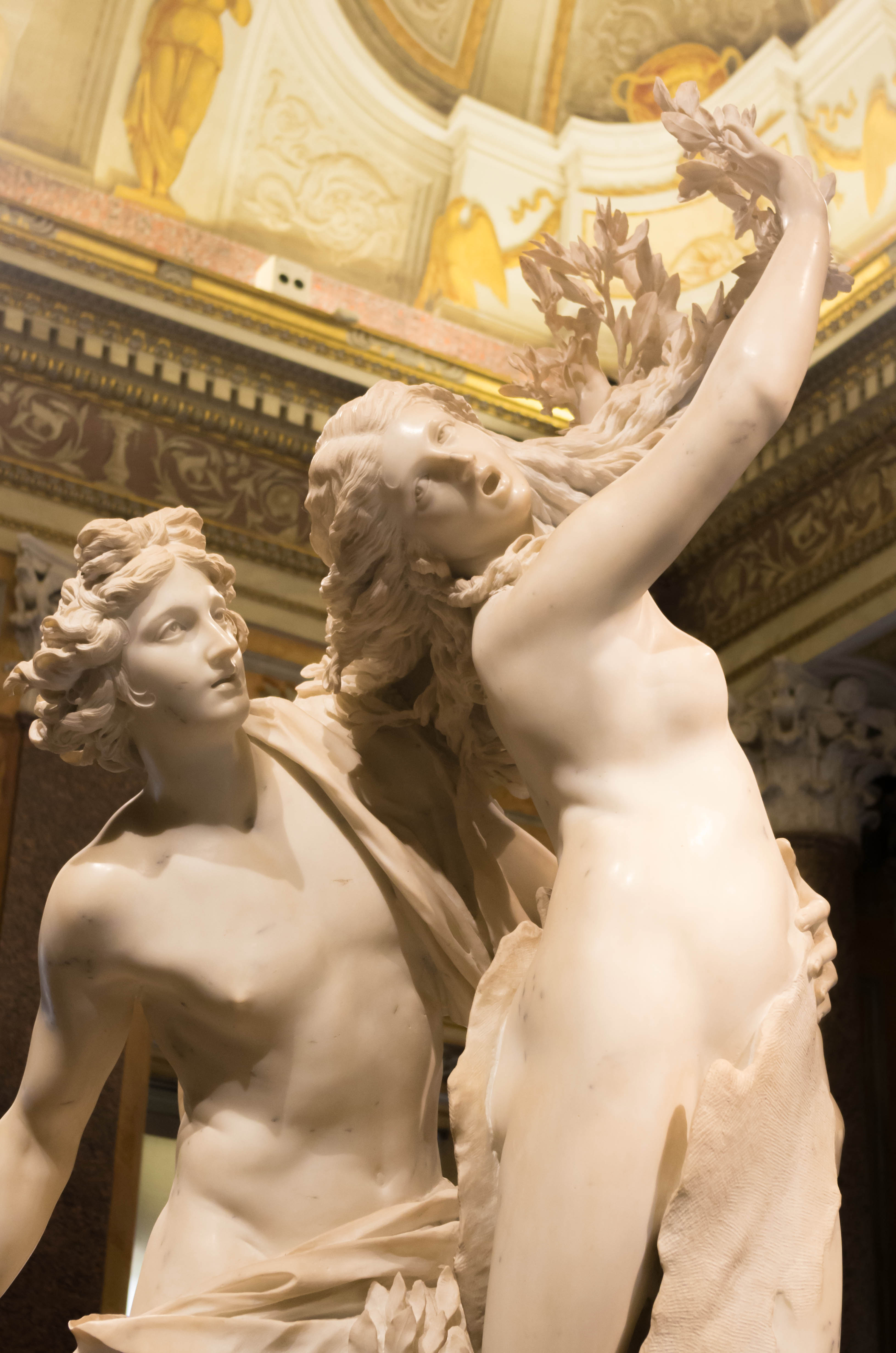
I Berninis version har Apollon just fått fatt i Dafne som omedelbart börjar förvandlas till ett lagerträd

Berättelsen om guden Apollons kärlek till den vackra trädnymfen Dafne är en av de äldsta myterna från antikens Grekland. Den har varit inspiration för  poeter, musiker, skulptörer och målare genom tiderna. Till och med de tidigaste versionerna visar på skillnader, framför allt i tolkningen av relationen mellan guden och nymfen, i hennes förvandling samt vad gäller Leukippos roll i det hela. En version berättar hur kung Oinomaos son Leukippos blir förälskad i den vackra, kyska nymfen. För att kunna närma sig henne låter han håret växa, klär sig som en flicka och gömmer sig bland hennes väninnor. I denna förklädnad blir han hennes förtrogne men väcker samtidigt guden Apollons svartsjuka, som också älskar henne. Guden övertalar flickorna att ta sig ett bad i floden Ladon och Leukippos blir avslöjad. Flickorna dödar honom med spjut och jaktknivar. Dafne flyr från Apollon och just som han ska fånga henne hör Zeus hennes vädjan och förvandlar henne till ett lagerträd.
Den äldsta litterära hänvisningen till historien återfinns i skalden Ovidius Metamorfoser där episoden med Leukippos inte finns med. I dess ställe ger Ovidius en annan förklaring till Dafnes blygsel inför män. Under en diskussion förolämpar Apollon kärleksguden Cupido, som hämnas genom att avfyra en av sina vassa pilar mot Apollon. Detta gör att Apollon blir passionerat förälskad i den kyska nymfen. Cupido avfyrar även en pil mot Dafne, men denna pil är trubbig vilket får motsatt effekt hos henne. Så när Apollon jagar Dafne gör hon allt för att fly från honom. Han har nästan kommit ifatt henne när hon når floden Peneios. Flodguden Peneios (samma namn) är hennes far och i sin förtvivlan ber hon honom att förvandla henne till ett grönskande lagerträd. Hennes önskar blir uppfylld. (I andra versioner slukas hon av sin mor, jordgudinnan Gaia, och på den plats där hon försvann växer trädet upp.) Ovidius berättar hur Apollon lägger sin högra hand på trädstammen och ännu kan känna Dafnes hjärta slå under barken.

## Dafne i musikhistorien
Berättelsen om Dafne är det äldsta kända verket som med dagens mått kan betecknas som en opera. Den italienske tonsättaren Jacopo Peris Dafne hade premiär 1597 men dessvärre existerar inte musiken längre utan bara texten. Den äldsta bevarade versionen av berättelsen är La Dafne av den italienske tonsättaren Marco da Gagliano som hade premiär 1608. Även den första tyska operan hade Dafnemyten som grund: Die Dafne från 1627 med text av Martin Opitz och musik av Heinrich Schütz. Även här har musiken gått förlorad.

## Tillkomsthistoria
Efter succéerna med Salome och Elektra var den antika världen något som Strauss gärna ville skriva mer om. På 1920-talet hade han tankar på att liksom en gång Jacques Offenbach komponera en grekisk operett över ämnet med den Sköna Helena i Egypten. Resultatet blev den mindre lyckade operan Die ägyptische Helena. Samarbetet med författaren Stefan Zweig resulterade i operan Die schweigsame Frau 1934 och Strauss bad Zweig om ett nytt libretto. Men efter Adolf Hitler och nazismens framgångat i Tyskland och Österrike flydde Zweig, som var av judisk härkomst, till Sydamerika. Han hade dock föreslagit Strauss att samarbeta med den österrikiske teaterhistorikern Joseph Gregor. Strauss accepterade erbjudandet men samarbetet blev inte vad Strauss hade hoppats på. Gregor var ingen stor poet som Strauss tidigare librettist Hugo von Hofmannsthal och ingen stor författare som Zweig hade varit. Han levererade pompösa metaforer där endast enkla naturskildringar hade räckt. Strauss ville ha "teater", Gregor gav honom istället teaterhistorik. Sommaren 1936 skickade Gregor tre olika versioner av librettot till Strauss, som returnerade varje med åtskilliga råd, förslag och begäran om ändringar. Jargongen dem emellan var inte lika artig som den hade varit mellan honom och von Hofmannsthal. I ett brev till Zweig gav han luft åt sin besvikelse:
| ” | Vår käre vän är förstås väldigt begåvad - men han saknar förmåga eller idéer för att hålla sig inom de givna dramatiska ramarna. | „ |

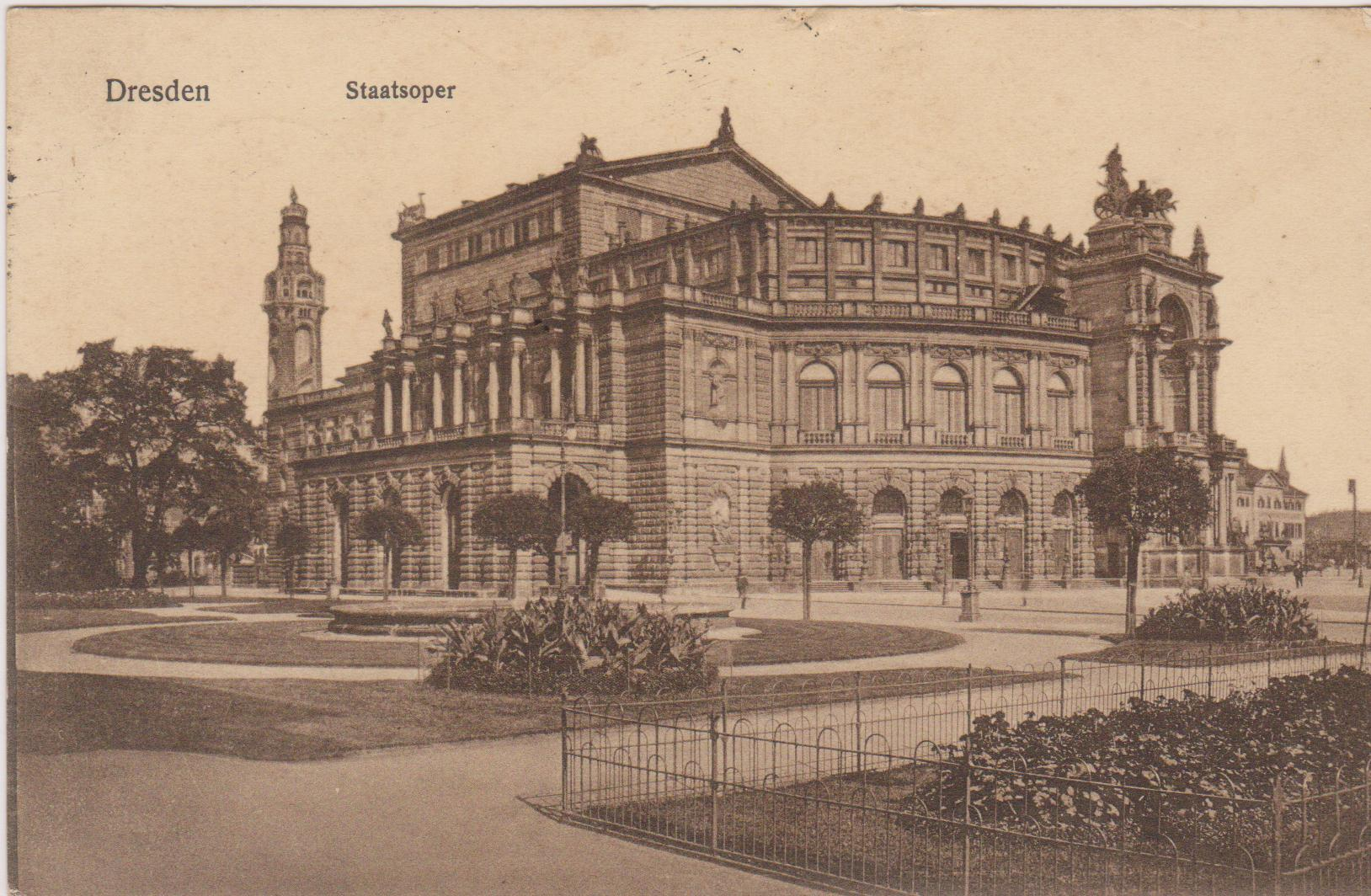
Semperoper 1920-talet

Oupphörligen bad han Gregor att använda "färre platityder" och färre "klichéer", att inte "leka lärare", att använda rytmen och metern i texten för att förfina och förbättra resultatet. Gregor kämpade på, gjorde sitt bästa och till slut hade ansträngningarna givit resultat. En del av arbetet sköttes genom brevväxling men en stor del gjordes hemma i Strauss magnifika villa i Garmisch-Partenkirchen. Ju längre arbetet fortskrev desto mer engagerad blev Strauss i ämnet. Slutet av operan vållade dock problem. Men det löste sig när Strauss väl hade anförtrott sig åt sin nära vän och kollega, dirigenten Clemens Krauss:
Operan var ursprungligen tänkt att sluta med en storslagen hymn efter Dafnes förvandling till ett lagerträd. Peneios och Gaia var tänkta att återkomma för att sjunga en hymn till trädet. En dag i Garmisch tog Strauss mig åt sidan och sa: 'Läs igenom det från början, jag kommer ingenstans med slutet.' Efteråt sa jag helt ärligt till honom att hela idén med att samla alla på scenen och besjunga trädet var absurd. I samma ögonblick som människorna närmar sig det förvandlade trädet upphör det att vara Dafne och blir bara operarekvisita. Jag rådde honom att sluta operan med den synliga förvandlingen och den gradvisa förändringen av sång från mänsklig till naturljud. Jag sa till honom: 'Vi förstår inte träd när de susar men de säger säkerligen något.' Strauss höll med om detta och några dagar senare var utkastet färdigkomponerat.
Även Gregor höll med om att denna lösning var den bästa.

## Premiär
Strauss slutförde komponerandet av Daphne på Sicilien (han skrev själv på sitt originalmanuskript "Taormina, 24 december 1937"). Då operan skulle sättas upp hade Strauss bestämda åsikter om kostymernas utförande. När han fick höra att Gregor hade uttryckt en önskan om att verket skulle utspelas på 500-talet skrev han befallande till honom:
Jag betraktar detta som helt omöjligt. Den Daphne som du åsyftar (förenad med naturen som hon är), springande runt som en annan antik Artemis! Hellre Botticelli: Primavera eller en Rubensk Apollo (eller Hermes?) som herde och Rubenska fauner! Jag kan inte förmå mig till att möta dig öga mot öga och diskutera dina grekiska kostymer! De är praktfulla på de tidiga skulpturerna och vaserna av marmor och terrakotta men fruktansvärda på teatern. Inte en enda sångare kan bära dem, de kan varken röra sig eller agera i dem! /.../ Jag har bestämt mig för fantasikostymer från vilket sekel som helst, gärna i grekisk stil men de måste vara klädsamma och användbara för tyska sångare. Jag känner till dessa grekiska klädesplagg, hur livlösa de hänger på kroppen. Alltså: Botticelli för Daphne, Rubens för övriga.
15 oktober 1938 uruppfördes operan på Semperoper i Dresden (mitt under Sudetkrisen). Karl Böhm dirigerade, Margarete Teschemacher sjöng rollen som Daphne och Torsten Ralf var Apollon. Ytterligare en svensk fanns med i rollistan, Sven Nilsson sjöng rollen som Peneios. Premiärkvällen inleddes med ett uppförande av operan Friedenstag, Strauss och Gregors första samarbete tillsammans. Idén med att uppföra båda enaktsoperorna vid samma tillfällen överlevde endast i ytterligare två uppsättningar, därefter övergav man försöket och spelade därefter de båda operorna separat.
1948 sattes operan upp i Buenos Aires med Erich Kleiber som dirigent och Rose Bampton i titelrollen. I New York uppfördes operan konsertant i Town Hall 1960 medan Santa Fe Opera i New Mexico var först med en komplett föreställning 1964. I Storbritannien sattes operan inte upp förrän 1987, då av Opera North i Leeds (på engelska).

## KörstycketAn den Baum Daphne
Den ursprungliga tanken att sluta operan med en kör lämnade Strauss ingen ro. 1942 återvände han till stycket och tittade igenom den ratade texten. Strauss tanke att låta uppföra Friedenstag och Daphne på samma kväll kom sig av att de båda kompletterade varandra: Friedenstag slutade med en stor förklaring till freden mellan människorna, Daphne var tänkt att sluta med en kör som sjöng om fred med naturen. Nu kunde den tanken äntligen realiseras. Strauss bad Gregor att skriva om texten till ett självständigt verk som han sedan tonsatte för kör a cappella i nio delar med titeln An den Baum Daphne (Epilog zu Daphne) (Vid Dafnes träd). Verket framförs som en konventionell dubbelkör med inpass av en överstämma för gosskör. Verket ska inte ses som ett komplement till operan utan som ett självständigt stycke men musiken är hämtad från operan. Stycket framfördes första gången i Wien den 5 januari 1947 under ledning av Felix Prohaska och tillägnades kören vid Wiener Staatsoper.

## Personer
| Roller               | Stämma  | Rollbesättning vid premiären 15 oktober 1938 Dirigent: Karl Böhm |
| -------------------- | ------- | ---------------------------------------------------------------- |
| Peneios, fiskare     | Bas     | Sven Nilsson                                                     |
| Gaia, hans fru       | Alt     | Helene Jung                                                      |
| Daphne, deras dotter | Sopran  | Margarete Teschemacher                                           |
| Leukippos, herde     | Tenor   | Martin Kremer                                                    |
| Apollon              | Tenor   | Torsten Ralf                                                     |
| Första jungfru       | Sopran  | Angela Kolniak                                                   |
| Andra jungfru        | Sopran  | Martha Rohs                                                      |
| Förste herde         | Baryton | Arno Schellenberg                                                |
| Andre herde          | Tenor   | Heinrich Tessmar                                                 |
| Tredje herde         | Bas     | Hans Löbel                                                       |
| Fjärde herde         | Bas     | Erich Händel                                                     |

## Handling
Speltid ca 1 timme och 40 minuter
Operan utspelas i det mytologiska Grekland, i ett pastoralt landskap vid foten av berget Olympen. Här bor fiskaren Peneios (identisk med floden Peneios (som rinner i bakgrunden) skyddsgud) med hustrun Gaia och deras dotter Daphne.

Fåraherdarna samlas för att förbereda kvällens fest, en fruktbarhetsrit till guden Dionysos ära. Daphne lyssnar till herdarnas sång och sjunger en hymn till naturens och dess syner och ljud. Hon känner en särskild samhörighet till naturen och liksom träden och blommorna älskar hon solen och dess strålar. Natten fruktar hon och denna natt i synnerhet. Den stämning som festen frambringar är henne främmande och skrämmande, liksom den extatiska förändring som tar tag i människorna omkring henne. Hon söker sig till ett träd men plötsligt hoppar Leukippos fram bakom det. Han är hennes barndomsvän och retar henne för hennes natursvärmeri. Själv är han redan uppfylld av festens anda och förklarar Daphne sin kärlek. Men hon avvisar honom och förklarar att hon aldrig har betraktat honom annat än en kamrat från barndomen. Till och med ljudet av hans flöjt är ingenting annat än ett eko av naturens ljud. I sin förtvivlan bryter Leukippos itu sin flöjt och försvinner.

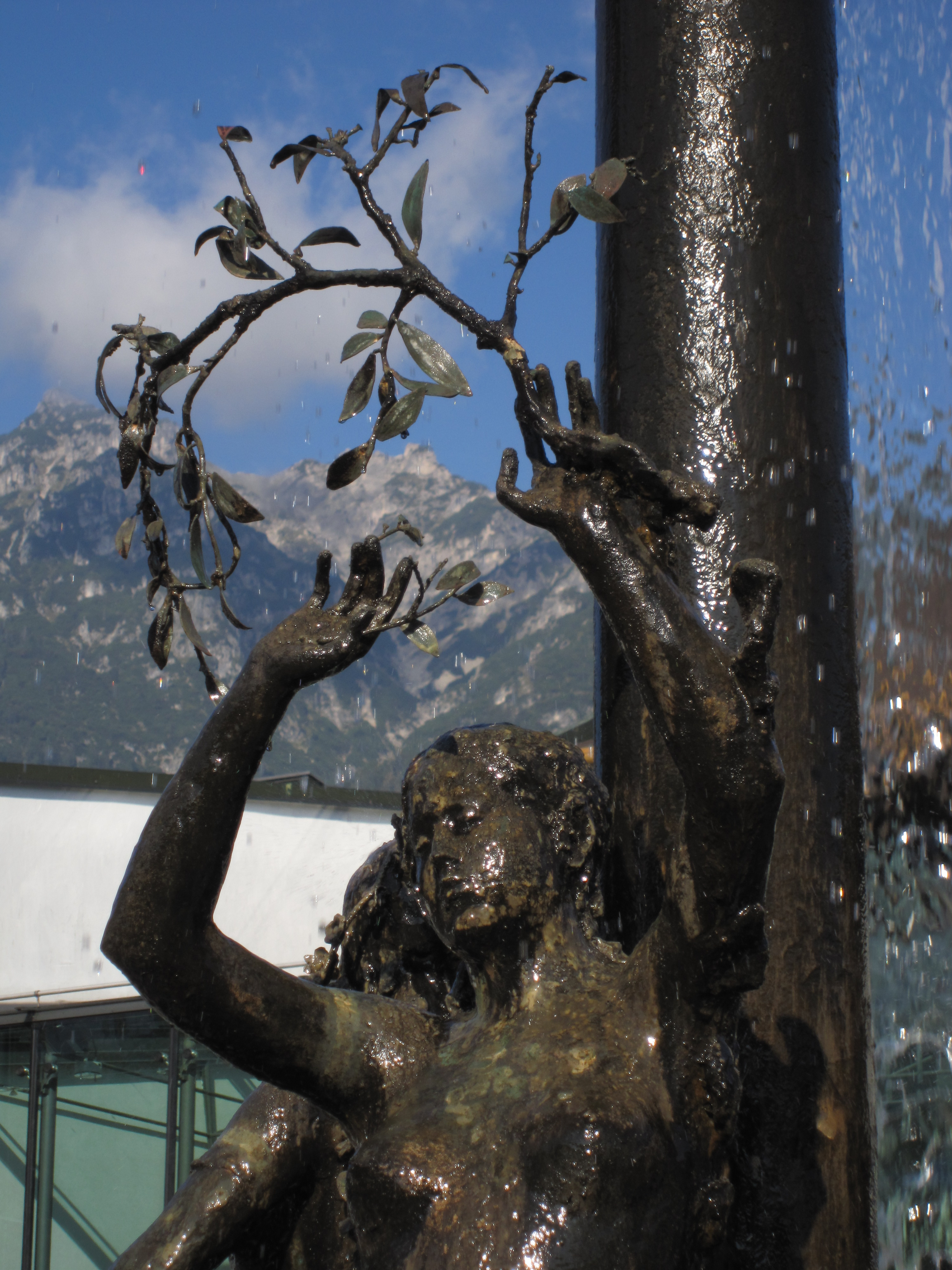
Daphne-fontän på "Richard Strauss Platz" i Garmisch

Gaia kommer in med två jungfrur för att klä Daphne till festen. Daphne lovar att göra så men ber om lov att få ha sina vanliga kläder. Modern ger sitt godkännande och de båda går in i huset. De båda tjänarinnorna kan inte förstå hur någon kan motstå en sådan vacker klänning. När Leukippos kommer in, fortfarande ledsen, erbjuder de honom Daphnes klänning. Om han klär ut sig till en flicka skulle han kunna komma Daphne nära utan att hon skulle märka det. Efter en viss tvekan går han med på förslaget.
Peneios, Gaia och herdarna kommer tillbaka. Peneios är säker på att gudarna en dag kommer att visa sig bland människorna. När solens strålar skiner på Olympen blir han melankolisk över sitt gudomliga ursprung och ämnar hålla festen till solguden Apollons ära. Gaia varnar honom för att fresta gudarnas tålamod. Men för sent, ett fladdrande rött sken syns och en åskknall. Herdarna tror att det är en demon som kommer men det är Apollon förklädd till en enkel herde. Han påstår sig ha känt lukten av mat och sett deras eld. Peneios sänder efter Daphne för att ta hand om deras nya gäst och alla lämnar scenen. I sin ensamhet förebrår Apollon sig själv för att nedlåta sig till att lura andra. Daphne kommer in och i det skimrande månljuset påminner hon Apollon om hans syster Artemis. Han är skakad och känner en stark åtrå för henne. I enlighet med gamla sedvänjor tvättar hon hans händer och ger honom en mantel. Hon är misstänksam mot främlingen som hon aldrig har sett förut. Men han försäkrar henne att han är vän till familjen och att han har sett henne ofta från sin vagn. Han till och med upprepar en del av den hymn hon sjöng till naturen. Daphnes rädsla förbyts till tillit när han lovar henne att hon aldrig ska behöva skiljas från solen. Han omfamnar henne men när han kysser henne och börjar prata om kärlek flyr hon bort.
Festen har börjat. Peneios, Gaia och herdarna återvänder följda av en procession av kvinnor bärande dryckeskärl. I den vilda dansen försvinner några av herdarna med kvinnorna. En grupp av flickor anländer, däribland den förklädde Leukippos. Han närmar sig Daphne försiktigt och hon känner en attraktion inför den okända flickan som påverkar henne starkt. De börjar dansa tillsammans men Apollon har genomskådat förklädnaden och frambringar en åskknall av vrede som får dansen att stanna upp. Herdarna betraktar detta avbrott som hädelse. När de ber Apollon bevisa med vilken rätt han kan göra sådant manar han fram ett åskväder. Alla flyr för att ta hand om sina hjordar och endast Apollon, Daphne och Leukippos stannar kvar. Leukippos erkänner sitt bedrägeri och Daphne vänder sig bort, sviken och besviken. Då vänder sig Leukippos mot Apollon och uppmanar honom att demaskera sig och visa sin rätta identitet. Apollon tvekar men när även Daphne ber om detta berättar han vem han är: han är Apollon, solguden. Trots detta kallar Leukippos honom för en lögnare och även Daphne finner det svårt att tro på honom. När han ber henne att följa honom vägrar hon. Leukippos som nu är stärkt i sin misstro förbannar guden. Rasande höjer Apollon sin båge och skjuter en pil mot den flyende Leukippos. Först nu inser Daphne och den döende Leukippos vem främlingen är. Böjd över kroppen av sin forne barndomsvän sörjer Daphne honom, ty hon har till slut insett att det är honom som hon tillhörde. Hon avvisar Apollons klagan och förklarar att hon resten av sitt liv ska ägna åt minnen av sin döde älskade.
Djupt rörd ber Apollon de andra gudarna att förlåta honom för att ha lurat människorna. Han ber sin fader Zeus att förvandla Daphne till ett lagerträd. Sedan försvinner han i mörkret. Zeus åtlyder bönen och Daphne förvandlas till ett lagerträd och hennes sång förvandlas också tills den bara hörs som ett vindsus bland löven.

## Verkanalys
Denna naturopera börjar mycket passande med tonerna av en ensam oboe. Den svaras av flera träblåsinstrument som blandas med de individuella klangfärgerna hos engelskt horn och bassetthorn. I partituret har Strauss angivit att ett alphorn ska avbryta den pastorala stämningen men inget sådant instrument fanns att tillgå vid premiären eller vid senare uppsättningar. Istället användes förmodligen tromboner. Hornstöten signalerar att festen till vinguden Dionysos kan börja och scenen fylls av glada herdar. Richard Strauss var nog aldrig närmare naturen än i denna inledning av sin opera. Alla är glada utom Dafne som inte delar de andras extas inför den kommande riten. Eftersom varken hennes föräldrar eller de andra flickorna förstår henne vänder hon sig till naturen, till träden och blommorna med sin klagan Fremd ist mir alles, einsam bin ich.
In i denna strikt mänskliga och jordbundna miljö introducerar Strauss en gudomliga varelse i Apollons gestalt. Scenen när han och Dafne närmar sig varandra är något nytt för henne. Hon känner själsliga och andliga band som förenar henne med främlingen. Han väcker starka känslor inuti henne. Men styrkan i hans passion, omfamningar och kyssar skrämmer henne så mycket att hon än en gång sluter sig i själv. Att hon förblir stum medan Apollon och Leukippos grälar ger den senare mod, men när han utmanar guden dödar Apollon honom. Hans död tar också död på Dafnes flickaktiga drömmerier och konfronterar henne med en brutal verklighet. Strauss förvandlar Dafne till en kvinna och för sent väljer hon den döde Leukippos. På alla plan är hon nu förlorad för Apollon. Trots detta och för att inte förlora henne för evigt, samt för att sona sitt brott, ber han Zeus att förvandla henne till ett lagerträd. Men för henne är inte denna förvandling svaret på hennes efterlängtade böner, den betyder försakelse och åsamkar henne stor smärta. Hennes förvandling är ingen flykt från denna värld, den står för en högre kärlek och finns invävd i hennes sista ord: Menschen, Freunde, nehmt mich als Zeichen unsterblicher Liebe.
Daphne var färdig 1938 och skulle åtföljas av såväl Die Liebe der Danae som Capriccio. Men inte i något av dessa sena verk summerade Strauss allt vad han älskade och värdesatte under en livstids hängivenhet åt konsten, som han gjorde i denna sena enaktare. Den består av en syntes av hans ovillkorliga beundran för Richard Wagner tillsammans med hans kärlek till det antika Grekland. Den blickar ömsint tillbaka på allt som han värdesatte i den klassiskt romantiska stilperioden inom konsten. Den ger eko från Medelhavet då Apollon, liksom Bacchus i operan Ariadne på Naxos, störtar in på scenen med ett rop. Men Strauss upprepar sig ändå aldrig i Daphne. Musiken tar sin näring från tidiga verk men den står självständigt på egna fötter. De bågformade melodierna är vidare i sitt spann än någonsin förr. Ljudet är än mer förfinat. Dafnes första monolog O bleib, geliebter Tag är skimrande och drömlik. I operan har Strauss tagit bort det gudomliga temat och ersatt det med en mänsklig aspekt. Dafne och hennes föräldrar är mänskliga gestalter och allt som händer sker på det psykologiska planet. Inte heller ville han se operan som en allegori över sin tid, mera som ett tidlöst, humanistiskt synsätt på allmängiltiga problem som mänskligheten alltid har brottats med. Som i så många av Strauss operor är huvudpersonen en stark kvinna som självständigt vill forma sitt öde.

## Orkesterbesättning
- Träblåsinstrument

3 tvärflöjter (flöjt 3 dubblerar på piccoloflöjt), 2 oboer, Engelskt horn, 2 klarinetter, bassetthorn, basklarinett, 3 fagotter (fagott 3 dubblerar på kontrafagott)
- Bleckblåsinstrument

4 horn, alphorn, 3 trumpeter, 3 tromboner, tuba
- Slagverk

Pukor, bastrumma, tamtam, cymbaler, virveltrumma, triangel, tamburin
- Stråkar

2 harpor, Violin I (16), Violin II (16), Viola (12), Cello (10), Kontrabas (8)
- Klaverinstrument

Orgel

## Diskografi (urval)
| År   | Roller: Daphne, Leukippos, Apollo, Paneios, Gaea                                       | Dirigent, Operahus och orkester                                                          | Skivmärke                                                           |
| ---- | -------------------------------------------------------------------------------------- | ---------------------------------------------------------------------------------------- | ------------------------------------------------------------------- |
| 1944 | Maria Reining, Anton Dermota, Karl Friedrich, Herbert Alsen, Melanie Frutschnigg       | Karl Böhm, Wiener Staatsoper (Wien) Wiener Staatsoperkör och Wienerfilharmonikerna, live | CD: Walhall Eternity Seriess Cat: WLCD 0147                         |
| 1948 | Rose Bampton, Anton Dermota, Set Svanholm, Ludwig Weber, Lydia Kindermann              | Erich Kleiber, Teatro Colón (Buenos Aires) Orkester och kör, live                        | CD: Preiser Records Cat: 90371                                      |
| 1950 | Anneliese Kupper, Hans Hopf, Georg Hann, Res Fischer                                   | Eugen Jochum, Bayerska Statsoperan (München)                                             | CD: Preiser Records Cat: 90487                                      |
| 1964 | Hilde Gueden, Fritz Wunderlich, James King, Paul Schöffler Vera Little                 | Karl Böhm, Wienerfilharmonikerna och Wiener Staatsoperkör                                | CD (med strykningar): Deutsche Grammophon Cat: 445 322-2            |
| 1982 | Lucia Popp, Peter Schreier, Reiner Goldberg, Kurt Moll, Ortrun Wenkel                  | Bernard Haitink, Bayerska Radiosymfonikerna                                              | CD (Första kompletta inspelningen): EMI Classics Cat: CDS 7 49309-2 |
| 2005 | Renée Fleming, Michael Schade, Johan Botha, Kwangchul Youn, Anna Larsson               | Semyon Bychkov, West Deutscher Rundfunk (WDR) orkester och manskör                       | CD: Decca Cat: 475 6926                                             |
| 2005 | June Anderson, Robert Sacca, Scott Mac Allister, Daniel Lewis Williams, Birgit Remmert | Stefan Anton Reck, Teatro La Fenice orkester och kör (Venedig)                           | CD: Dynamic Cat: 499/1                                              |